# Brad Peacock
Bradley Peacock (né le 2 février 1988 à Palm Beach, Floride, États-Unis) est un lanceur droitier des Ligues majeures de baseball jouant avec les Astros de Houston.

## Carrière

### Nationals de Washington
Brad Peacock est repêché par les Nationals de Washington au 41e tour de sélection en 2006. Il fait ses débuts dans le baseball majeur avec cette équipe le 6 septembre 2011 contre les Dodgers de Los Angeles. À ses deux sorties suivantes, les 14 et 22 septembre, Peacock est chaque fois crédité de la victoire, respectivement contre les Mets de New York et les Phillies de Philadelphie. Dans le match contre New York où il est lanceur partant pour la première fois, il ne donne aucun point sur deux coups sûrs en cinq manches lancées. À son départ suivant face aux Phillies, il n'accorde qu'un seul coup sûr et aucun point en cinq manches et deux tiers au monticule. En 12 manches pour les Nationals en 2011, Peacock impressionne avec une fiche de 2-0 avec une moyenne de points mérités de 0,75.

### Athletics d'Oakland
En décembre 2011, Peacock est l'un des quatre jeunes joueurs (avec les lanceurs Tom Milone et A. J. Cole et le receveur Derek Norris) cédés aux Athletics d'Oakland pour acquérir le lanceur étoile Gio Gonzalez, un gaucher, et le lanceur droitier des ligues mineures Robert Gilliam. Il passe l'entière saison 2012 dans les ligues mineures, lançant pour les River Cats de Sacramento de la Ligue de la côte du Pacifique.

### Astros de Houston
Le 4 février 2013, les Athletics d'Oakland échangent Peacock, le joueur de premier but Chris Carter et le receveur Max Stassi aux Astros de Houston, contre le joueur d'arrêt-court Jed Lowrie et le releveur droitier Fernando Rodriguez. Peacock fait ses débuts en 2013 pour Houston et est surtout lanceur partant.
Il alterne en 2016 et 2017 entre les rôles de partant et de lanceur de relève. Il maintient une moyenne de points mérités de 3,00 en 132 manches lancées pour les Astros en 2017, débutant 21 rencontres et ajoutant 7 présences en relève, et complétant la saison régulière avec 13 victoires contre deux défaites.
Le 27 octobre 2017 à Houston, lors du 3e match de la Série mondiale contre Los Angeles, Peacock effectue les 11 derniers retraits du match sans accorder de point ou de coup sûr, réussissant en 3 manches et deux tiers lancées le premier sauvetage de sa carrière.